# Église Saint-Germain du Chesnay
L'église Saint-Germain du Chesnay est l'église catholique la plus ancienne de la ville du Chesnay. Elle jouxte le cimetière communal. Elle est consacrée à saint Germain et dépend du diocèse de Versailles.

## Histoire
D'après l'abbé Lebeuf, l'abbaye de Saint-Germain-des-Prés possédait Le Chesnay. Au XIIe siècle, l'église n'existait plus. Les paroissiens demandèrent à Foulques, abbé de Saint-Germain de 1181 à 1192, la permission de construire une nouvelle église.
Elle est ravagée pendant la guerre de Cent Ans, et reconstruite, puis agrandie et profondément remaniée en 1805. En 1811, elle devient la paroisse du Chesnay et de Rocquencourt par décret impérial. Elle reçoit de nouveaux bas-côtés en 1857.
Elle est à nouveau restaurée après l'explosion d'un dépôt de munitions allemand en 1944.